# Права ствар
Права ствар (енгл. „One True Thing“) је америчка драма из 1998. године. Мерил Стрип је за своју улогу била номинована за Оскар за најбољу главну глумицу.

## Радња
Породична драма која говори о трагедији у породици Гулден, где је смртна болест мајке захтевала да њена ћерка Елен, амбициозна новинарка престижног њујоршког магазина, жртвује своју каријеру како би се бринула за своју болесну мајку. 

## Улоге
| Глумац          | Улога         |
| --------------- | ------------- |
| Мерил Стрип     | Кејт Гулден   |
| Рене Зелвегер   | Елен Гулден   |
| Вилијам Херт    | Џорџ Гулден   |
| Лорен Грејам    | Џулс          |
| Том Еверет Скот | Брајан Гулден |
| Џејмс Екхаус    | Ејторни       |
| Ники Кет        | Џордан        |